# Gmina Elk (hrabstwo Delaware)

Położenie Gminy Elk w hrabstwie Delaware

Gmina Elk (ang. Elk Township) – gmina w USA, w stanie Iowa, w hrabstwie Delaware. Według danych z 2000 roku gmina miała 626 mieszkańców, a jej powierzchnia wynosi 94,05 km².